# Partido Democrático da Esquerda
O Partido Democrático da Esquerda (em italiano: Partito Democratico della Sinistra, PDS) foi um partido político italiano, sucessor do Partido Comunista Italiano (PCI).

## História
Já na década de 1970, o PCI tinha abandonado o marxismo-leninismo, passando a seguir o eurocomunismo. A queda do Muro de Berlim em 1989 e o subsequente fim do bloco dos países comunistas do leste europeu levaram a uma transformação ideológica do PCI. Com o congresso de Bolonha, realizado em 1991, o PCI renunciou oficialmente a qualquer ligação com o comunismo e mudou o seu nome para Partido Democrático da Esquerda, adoptando uma ideologia social-democrata.
Em 1993, foi admitido na Internacional Socialista e no Partido Socialista Europeu.
Chegou ao governo em 1996.
Em 1998, após uma fusão com pequenos partidos social-democratas e socialistas, foi sucedido pelos Democratas de Esquerda.

## Resultados eleitorais

### Eleições legislativas

#### Câmara dos Deputados
| Data | CI. | Líder            | Votos     | %            | +/- | Deputados | +/- | Status   |
| ---- | --- | ---------------- | --------- | ------------ | --- | --------- | --- | -------- |
| 1992 | 2.º | Achille Occhetto | 6 321 084 | 16,1 / 100,0 |     | 107 / 630 |     | Oposição |
| 1994 | 2.º | Achille Occhetto | 7 881 646 | 20,4 / 100,0 | 4,3 | 124 / 630 | 17  | Oposição |
| 1996 | 1.º | Massimo d'Alema  | 7 894 118 | 21,1 / 100,0 | 0,7 | 172 / 630 | 63  | Governo  |

#### Senado
| Data | CI.                       | Votos                     | %                         | Deputados | +/- | Status   |
| ---- | ------------------------- | ------------------------- | ------------------------- | --------- | --- | -------- |
| 1992 | 2.º                       | 5 682 888                 | 17,1 / 100,0              | 64 / 315  |     | Oposição |
| 1994 | Aliança dos Progressistas | Aliança dos Progressistas | Aliança dos Progressistas | 76 / 315  | 12  | Oposição |
| 1996 | A Oliveira                | A Oliveira                | A Oliveira                | 102 / 315 | 26  | Governo  |

### Eleições europeias
| Data | CI. | Votos     | %            | Deputados |
| ---- | --- | --------- | ------------ | --------- |
| 1994 | 2.º | 6 281 354 | 19,1 / 100,0 | 16 / 87   |